# 蔣恭棐
蔣恭棐（1690年—1754年），字維御，號迪夫、又号西圃，江南蘇州府長洲縣人，清朝政治人物，清史文苑傳有傳。

## 生平
蔣恭棐為蘇州婁關蔣氏家族蔣燦玄孫。曾祖蔣圻（字胤侯，號雪菴，1617-1664）為蔣燦第三子，監生。祖父蔣鉌（字聲昭）為蔣圻第四子。父蔣溶（字瞻存，號潛廬，蔣鉌長子）為監生，考授州同。母王氏。
蔣恭棐為蔣溶次子，十四歲入長洲庠補廩生。康熙五十二年（1713年）癸巳恩科順天鄉試舉人，康熙五十四年（1715年）乙未科會試會魁，因殿試違式取消資格，康熙六十年（1721年）辛丑科進士。選翰林院庶吉士，雍正元年（1723年）散館授編修，任玉牒館纂修官，負責纂修玉牒，任會典館纂修官，負責官制誥典，參與纂修《大清會典》等，任國史館纂修官，授文林郎，致仕歸里。曾受盧見曾聘任揚州安定書院山長。著有《西原草堂文集》 等，與從弟蔣重光等參與編纂《蘇州府志》。乾隆十九年（1754年）卒。

## 家庭
夫人為長洲宋氏宋贊業女；側室施氏。有四子：長子蔣從燝早逝；次子蔣嶽光；三子蔣道恢，娶康熙四十五年（1706年）丙戌科進士馬豫孫女；四子蔣師郯，娶長洲宋氏宋聚業孫女。